# 16 de julho
16 de julho é o 197.º dia do ano no calendário gregoriano (198.º em anos bissextos). Faltam 168 dias para acabar o ano.

## Eventos históricos

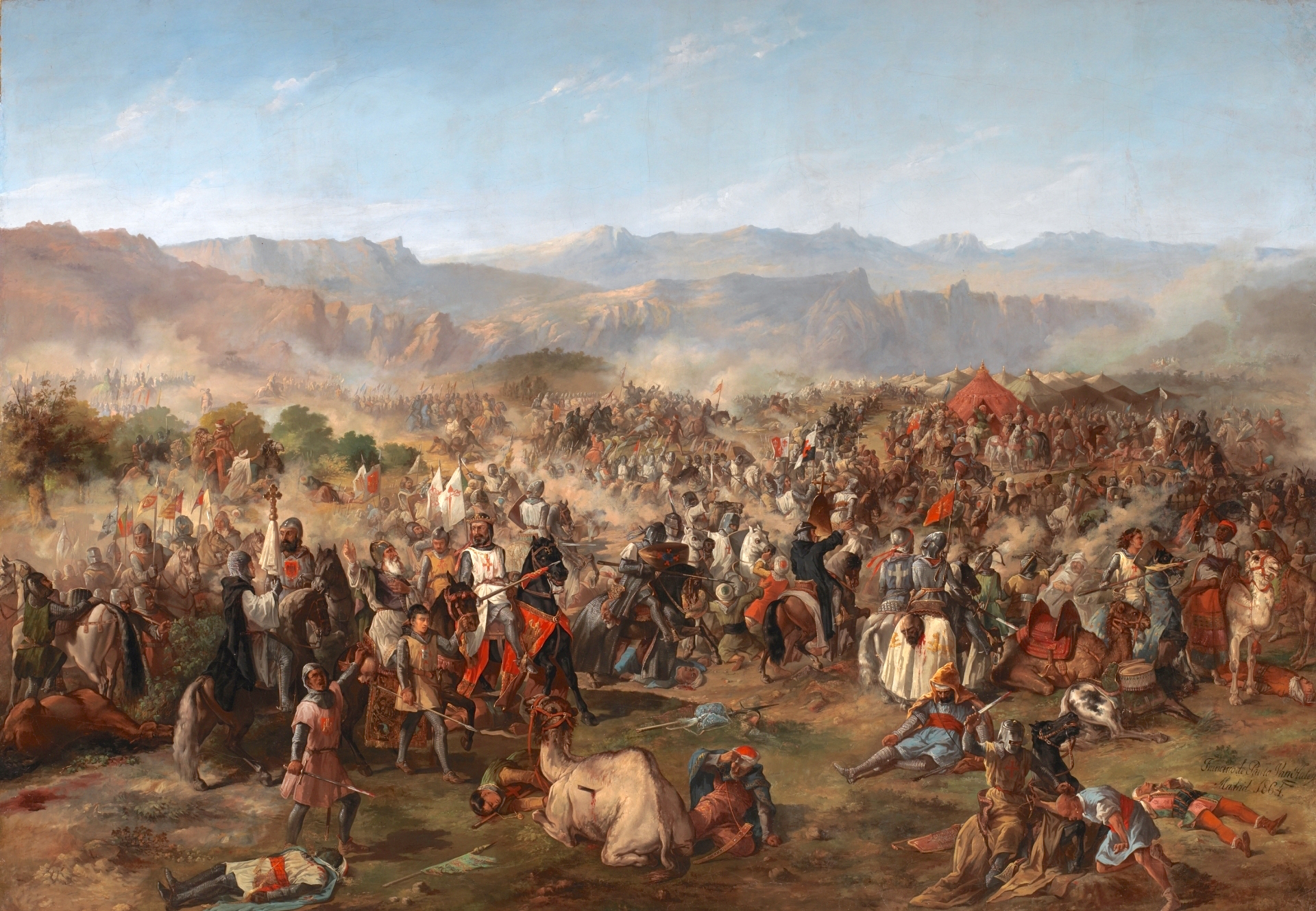
1212: Batalha de Navas de Tolosa

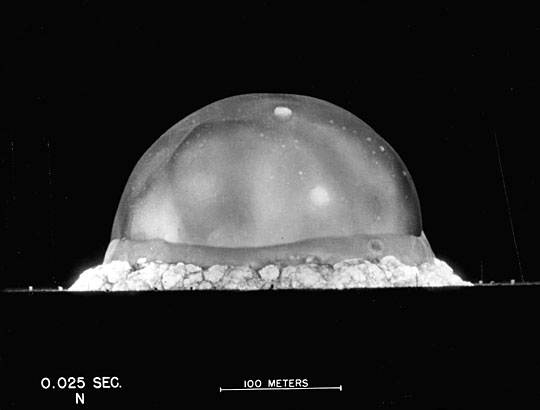
1945: Explosão nuclear da bomba Trinity

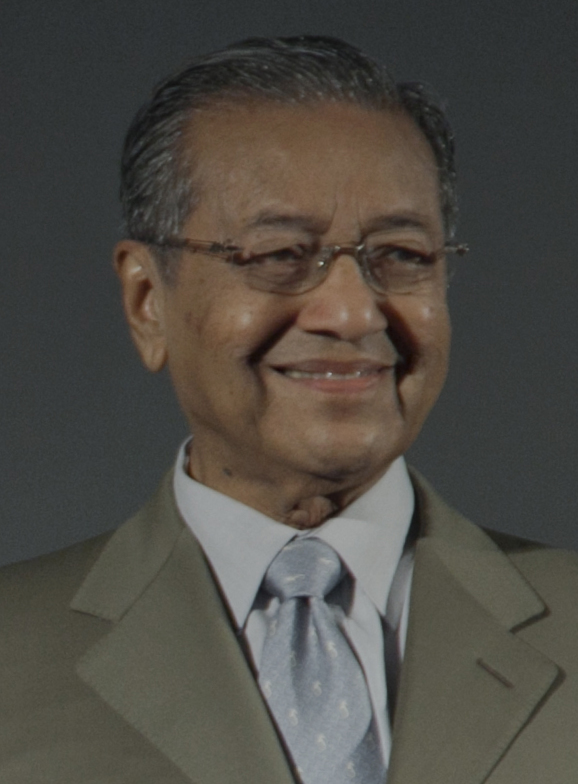
1981:Mahathir bin Mohamad assume o cargo de primeiro-ministro da Malásia

- 0622 — Começo do Calendário islâmico, com a fuga do profeta Maomé para Medina, na Arábia Saudita.
- 0997 — Batalha de Esperqueu: as forças búlgaras do czar Samuel são derrotadas por um exército bizantino sob comando do general Nicéforo Urano, no rio Spercheios, Grécia.
- 1054 — Três legados romanos rompem relações entre as Igrejas cristãs do Ocidente e do Oriente em razão do ato de terem colocado uma bula pontifícia de Excomunhão, emitida de forma inválida, no altar da Basílica de Santa Sofia durante a liturgia divina da tarde de sábado. Os historiadores frequentemente descrevem o evento como o início do Grande Cisma.
- 1212 — Batalha de Navas de Tolosa: depois que o Papa Inocêncio III convocou os cavaleiros europeus para uma cruzada, as forças dos reis Afonso VIII de Castela, Sancho VII de Navarra, Pedro II de Aragão e Afonso II de Portugal derrotam as tropas muçulmanas berberes do Califado Almóada, marcando um ponto de virada significativo na Reconquista e na história medieval da Espanha.
- 1228 — A canonização de São Francisco de Assis.
- 1232 — A cidade espanhola de Arjona declara a independência e nomeia seu nativo Maomé ibne Iúçufe como governante. Isso marca a primeira ascensão de Maomé à proeminência; mais tarde, estabeleceria o Reino Nacérida de Granada, o último estado muçulmano independente na Espanha.
- 1251 — Comemorado pela Ordem Carmelita – mas questionado pelos historiadores modernos – como o dia em que São Simão Stock teve uma visão da Virgem Maria.[1]
- 1377 — O rei Ricardo II da Inglaterra é coroado.[2]
- 1536 — Jacques Cartier, navegador e explorador, volta para casa em St. Malo depois de reivindicar a região de Stadacona (Quebec), Hochelaga (Montereal) e do Rio do Canadá (St. Lawrence River) para a França.[3]
- 1661 — As primeiras notas na Europa são emitidas pelo banco sueco Palmstruch's Bank.
- 1683 — Forças navais da dinastia Manchu Qing sob o comandante traidor Shi Lang derrotam o Reino de Tungning na Batalha de Penghu perto das Ilhas Pescadores.[4]
- 1769 — Padre Junípero Serra funda a primeira missão da Califórnia, a Missão de São Diego de Alcalá. Nas décadas seguintes, evoluiu para a cidade de San Diego, Califórnia.
- 1779 — Guerra de Independência dos Estados Unidos: a infantaria leve do Exército Continental toma uma posição fortificada do Exército Britânico em um ataque de baioneta à meia-noite na Batalha de Stony Point.
- 1809 — A cidade de La Paz, no que hoje é a Bolívia, declara sua independência da Coroa espanhola durante a revolução de La Paz e forma a Junta Tuitiva, o primeiro governo independente da América espanhola, liderado por Pedro Domingo Murillo.
- 1849 — Antônio Maria Claret funda a Congregação dos Missionários Filhos do Imaculado Coração de Maria, popularmente conhecida como os claretianos em Vic, na província de Barcelona, Catalunha, Espanha.
- 1858 — A última aparição da Virgem Maria a Bernadette Soubirous em Lourdes, França.[5]
- 1861 — Guerra de Secessão: por ordem do presidente Abraham Lincoln, as tropas da União iniciam uma marcha de 25 milhas para a Virgínia para o que se tornará a Primeira Batalha de Bull Run, a primeira grande batalha terrestre da guerra.
- 1866 — Guerra do Paraguai: termina a batalha Batalha do Boqueirão.
- 1909 — Revolução Constitucional Persa: Maomé Ali Xá Cajar é forçado a abdicar como Xá da Pérsia e é substituído por seu filho Amade Cajar.
- 1927 — Augusto César Sandino lidera um ataque aos fuzileiros navais dos Estados Unidos e à Guarda Nacional da Nicarágua, enviados para prendê-lo no vilarejo de Ocotal, mas é repelido por um dos primeiros bombardeios de mergulho da história.
- 1931 — O imperador Haile Selassie assina a primeira constituição da Etiópia.
- 1934 — Promulgação da Constituição brasileira de 1934.
- 1935 — O primeiro parquímetro do mundo é instalado em Oklahoma City, Oklahoma.
- 1942 — Holocausto: Rafle du Vélodrome d'Hiver: O governo de Vichy, França, ordena a prisão em massa de 13 152 judeus detidos no Vélodrome d'Hiver em Paris antes da deportação para Auschwitz.
- 1944 — A primeira legião da Força Expedicionária Brasileira (FEB) desembarca na Itália e se junta aos exércitos dos Aliados da Segunda Guerra Mundial.
- 1945
  - Segunda Guerra Mundial: o cruzador pesado USS Indianapolis deixa São Francisco com o núcleo de urânio e outros componentes da bomba "Little Boy" a bordo com destino à ilha Tinian.
  - Segunda Guerra Mundial: Projeto Manhattan: a Era Atômica começa quando os Estados Unidos detonam com sucesso uma bomba nuclear de teste baseada em plutônio perto de Alamogordo, Novo México.
- 1948
  - Após resistência simbólica, a cidade de Nazaré, reverenciada pelos cristãos como a cidade natal de Jesus, capitula às tropas israelenses durante a Operação Dekel na Guerra Árabe-Israelense de 1948.
  - A invasão do cockpit do hidroavião de passageiros Miss Macao, operado por uma subsidiária da Cathay Pacific Airways, marca o primeiro sequestro de um avião comercial.
- 1950 — O Uruguai vence o Brasil por 2 a 1, para ganhar o troféu da Copa do Mundo de 1950 foi apelidado de Maracanaço.
- 1951 — O rei Leopoldo III da Bélgica abdica em favor de seu filho, Balduíno I da Bélgica.
- 1957 — O voo 844 da KLM cai nas Ilhas Schouten, na atual Indonésia (então Nova Guiné Holandesa), matando 58 pessoas.[6]
- 1965
  - Aberto ao trânsito o Túnel do Monte Branco, ligando a França e a Itália.
  - O coronel sul-vietnamita Phạm Ngọc Thảo, um ex-espião comunista e agente duplo não detectado, é caçado e morto por indivíduos desconhecidos após ser condenado à morte à revelia por uma tentativa de golpe de fevereiro de 1965 contra Nguyễn Khánh.[7]
- 1969 — Lançamento da missão espacial norte americana Apollo 11 no Complexo de Lançamento 39, do Centro Espacial Kennedy, (Flórida) que seria a primeira missão tripulada a chegar à Lua.
- 1979 — O presidente iraquiano Ahmed Hassan al-Bakr renuncia e é substituído por Saddam Hussein.
- 1981 — Mahathir bin Mohamad assume o cargo de primeiro-ministro da Malásia.
- 1990 — O Conselho Supremo da Ucrânia declara a soberania do Estado sobre o território da República Socialista Soviética da Ucrânia.
- 1994 — O cometa Shoemaker-Levy 9 é destruído em uma colisão frontal com Júpiter.
- 2004 — Millennium Park, considerado o primeiro e mais ambicioso projeto arquitetônico do início do século XXI de Chicago, é aberto ao público pelo prefeito Richard M. Daley.
- 2007 — Um terremoto de magnitude 6,8 e 6,6 ocorre na costa de Niigata, no Japão, matando oito pessoas, ferindo pelo menos 800 e danificando uma usina nuclear.[8]
- 2005 — Um Antonov An-24 cai perto de Baney em Bioco Norte, Guiné Equatorial, matando 60 pessoas.[9]
- 2013 — Guerra Civil Síria: a Batalha de Ras al-Ayn recomeça entre as Unidades de Proteção Popular (YPG) e as forças islâmicas, iniciando o conflito Rojava-islâmico.
- 2019 — Um prédio de 100 anos em Mumbai, na Índia, desaba, matando pelo menos 10 pessoas e deixando muitas outras presas.[10]
- 2025 — Jennifer Simons toma posse como presidente do Suriname, sendo a primeira mulher a exercer o cargo no país.

## Nascimentos

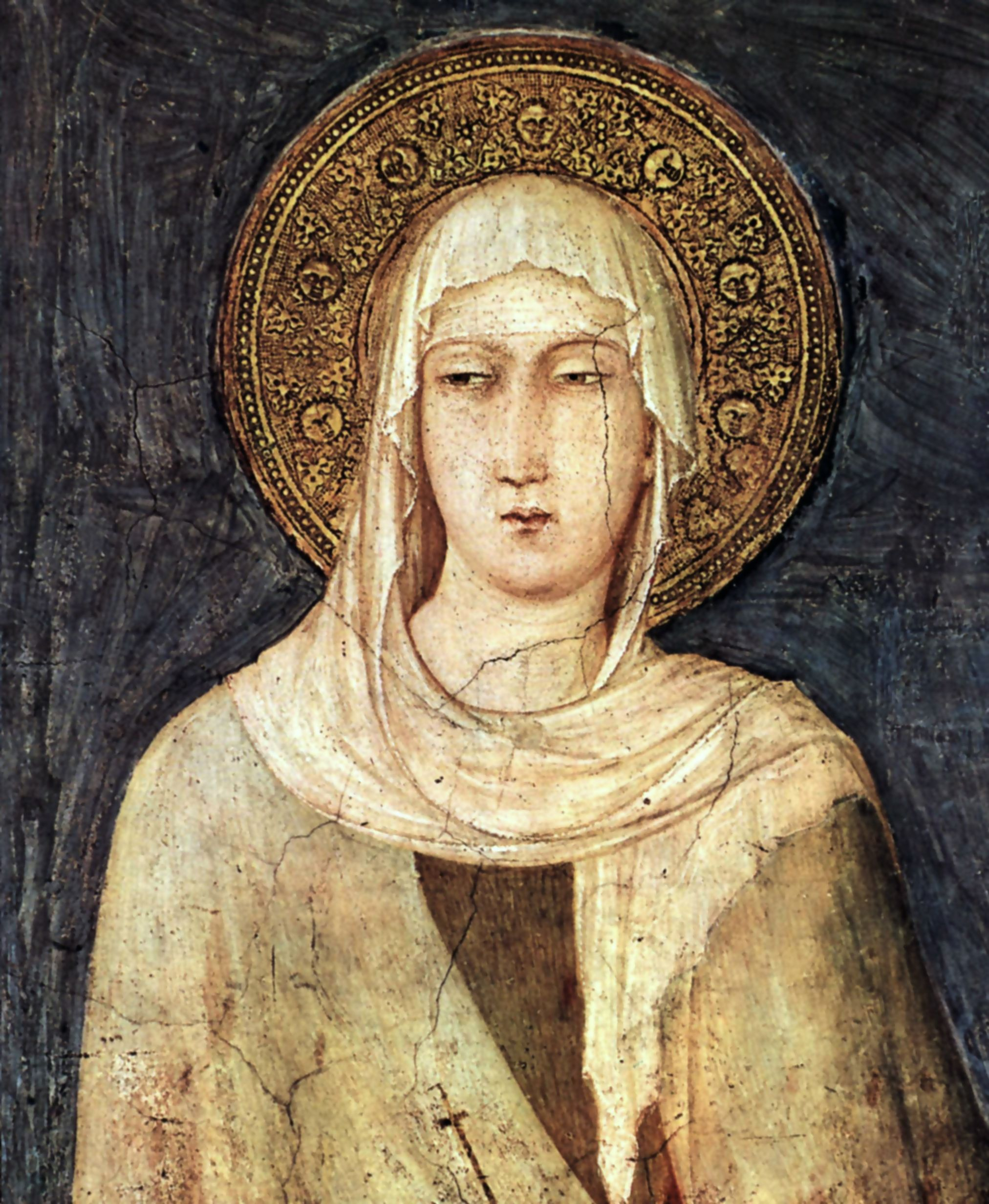
Clara de Assis

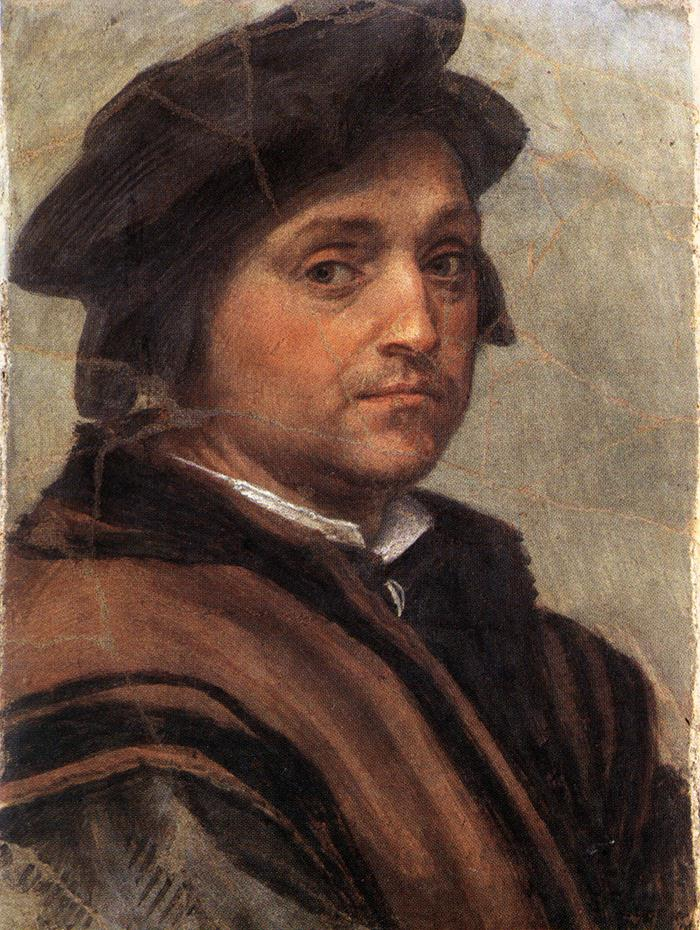
Andrea del Sarto

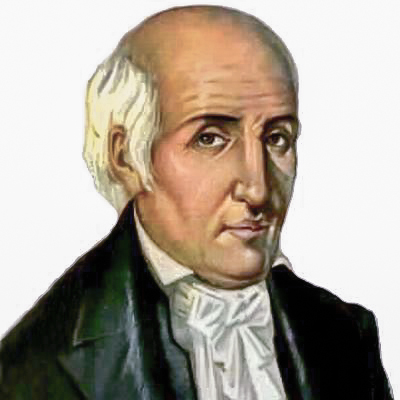
Visconde de Cairu

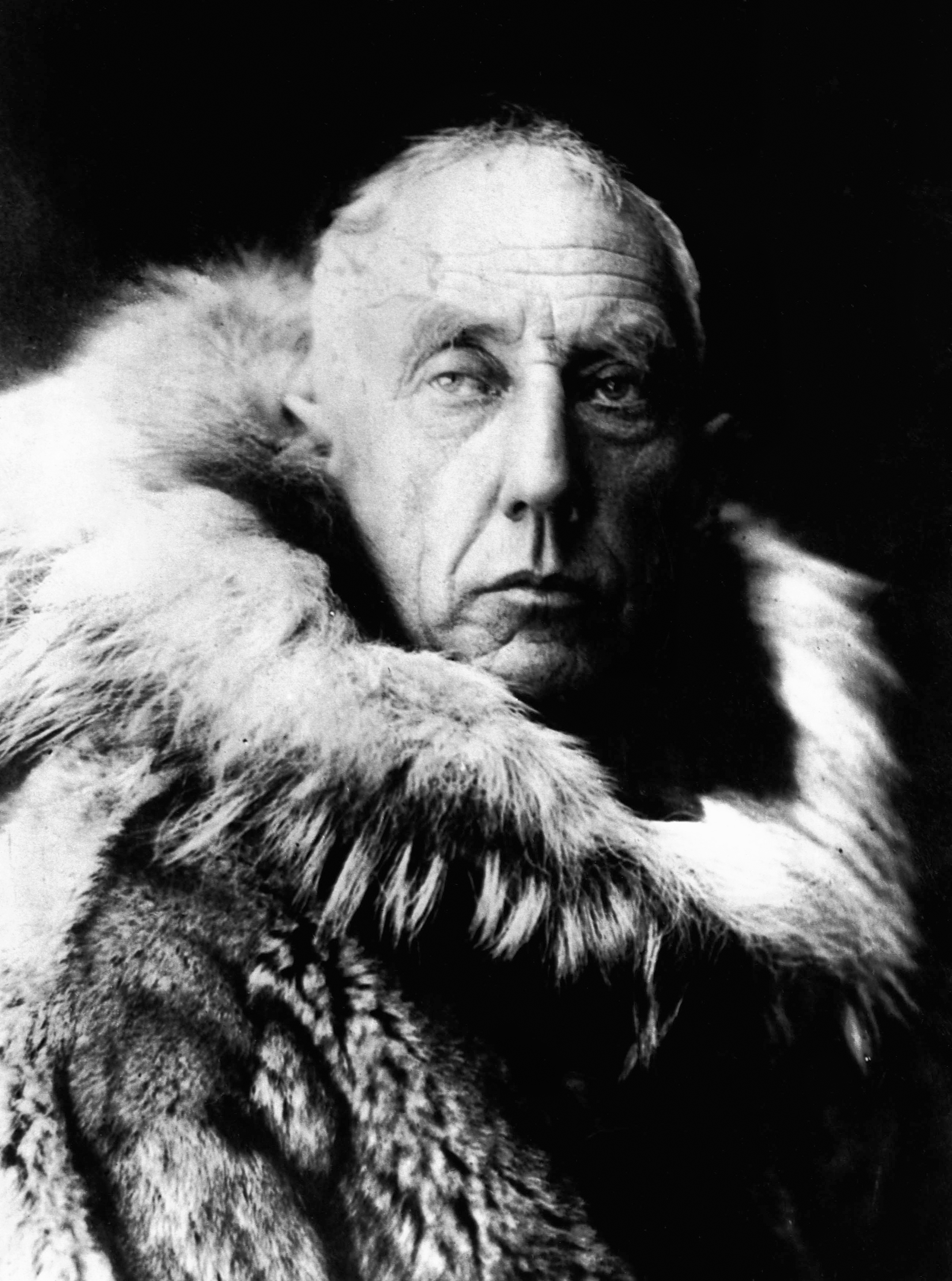
Roald Amundsen

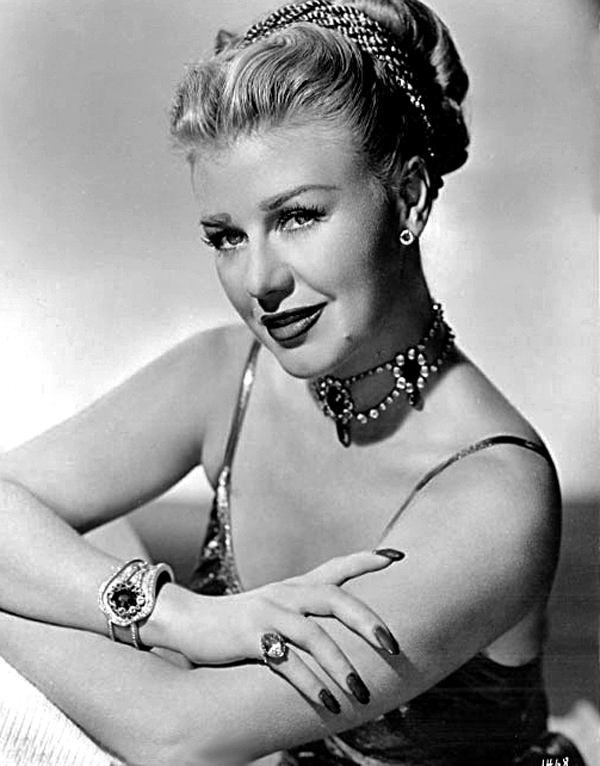
Ginger Rogers

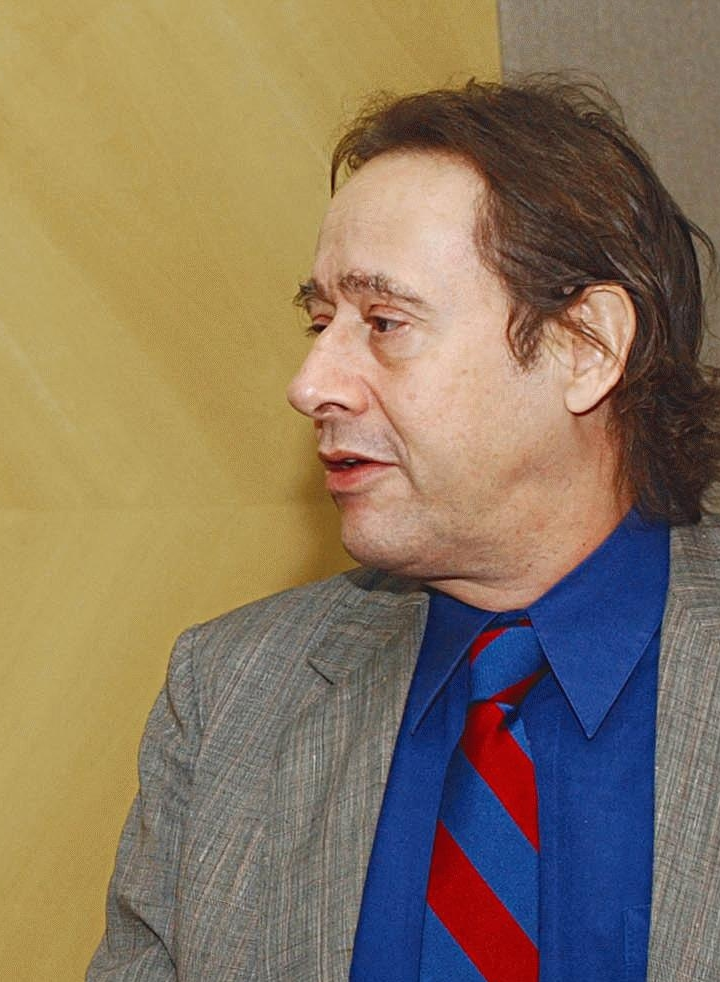
Arthur Moreira Lima

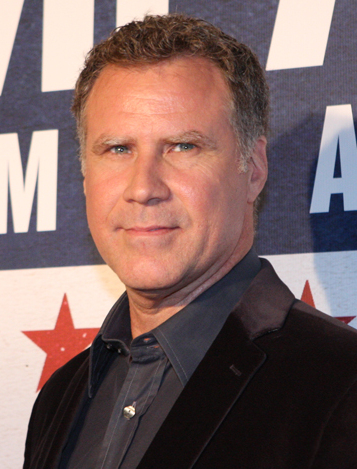
Will Ferrell

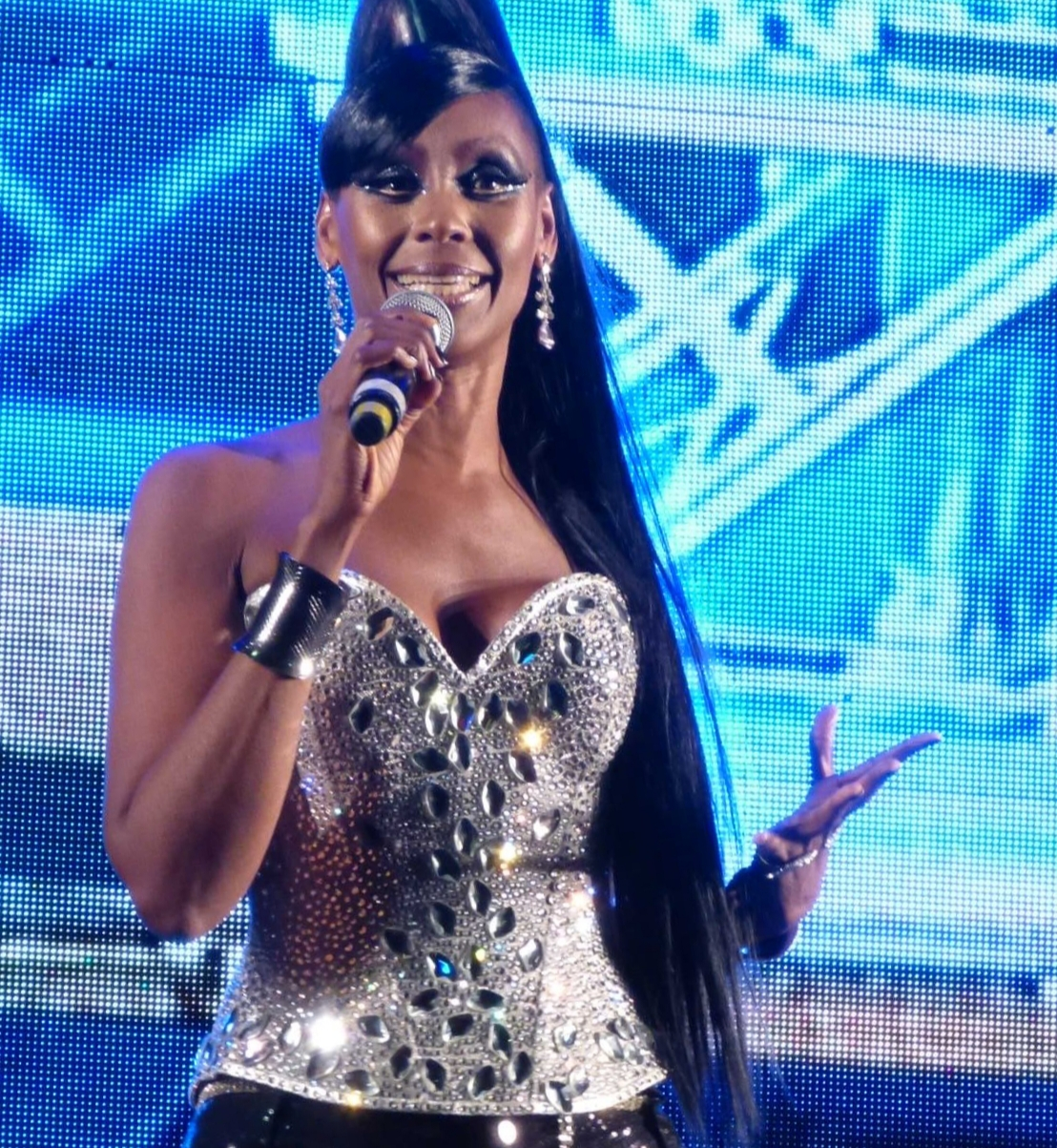
Olga de Souza

### Anteriores ao século XIX
- 1194 — Clara de Assis, santa católica italiana (m. 1253).
- 1486 — Andrea del Sarto, pintor italiano (m. 1530).
- 1517 — Francisca Brandon, nobre inglesa (m. 1559).

- 1611 — Cecília Renata de Áustria, rainha consorte da Polônia (m. 1644).

- 1661 — Pierre Le Moyne d'Iberville, capitão, explorador e político canadense (m. 1706)
- 1672 — Barbara FitzRoy, nobre e freira inglesa (m. 1737).
- 1714 — Marc René, marquês de Montalembert, engenheiro e escritor francês (m. 1800).
- 1723 — Joshua Reynolds, pintor britânico (m. 1792).
- 1756 — Visconde de Cairu, economista, jurista e político brasileiro (m. 1835).
- 1796 — Jean-Baptiste Camille Corot, pintor francês (m. 1875).
- 1798 — Eduard Friedrich Poeppig, zoólogo e naturalista alemão (m. 1868).

### Século XIX
- 1801 — António José de Amorim, militar e político português (m. 1877).
- 1808 — José Pedro Dias de Carvalho, jornalista e político brasileiro (m. 1881).
- 1821 — Mary Baker Eddy, religiosa e escritora estadunidense (m. 1910).
- 1828
  - José Rodrigues, pintor português (m. 1887).
  - Naceradim Xá Cajar, xá da Pérsia (m. 1896).
- 1832 — Mariano Baptista, político boliviano (m. 1907).
- 1834 — Adolf Eduard Lüderitz, comerciante e explorador alemão (m. 1886).
- 1861 — Frederick William Frohawk, zoólogo britânico (m. 1946).
- 1862 — Ida B. Wells, jornalista, socióloga e ativista estadunidense (m. 1931).
- 1869 — Clement Cazalet, tenista britânico (m. 1950).
- 1870 — Hermann August Theodor Harms, botânico alemão (m. 1942).
- 1872 — Roald Amundsen, explorador norueguês (m. 1928).
- 1875 — Lucy Hannah, supercentenária estadunidense (m. 1993).
- 1876 — Alfred Stock, químico alemão (m. 1946).
- 1877 — Vasil Kolarov, político búlgaro (m. 1950).
- 1883 — Charles Sheeler, fotógrafo e pintor estadunidense (m. 1965)
- 1884 — Anna Vyrubova, escritora russa (m. 1964).
- 1888
  - Frits Zernike, físico neerlandês (m. 1966).
  - Shoeless Joe Jackson, jogador de beisebol estadunidense (m. 1951).
- 1890 — Carlos Carmelo de Vasconcelos Motta, religioso brasileiro (m. 1982).
- 1894 — Leon Croizat, biólogo, explorador e botânico italiano (m. 1982).
- 1896
  - Trygve Lie, político norueguês (m. 1968).
  - Gottlob Berger, militar alemão (m. 1975).

### Século XX

#### 1901–1950
- 1901 — Leon Shamroy, diretor de fotografia estadunidense (m. 1974).
- 1902 — Alexander Luria, neuropsicólogo russo (m. 1977).
- 1903 — Alexander Conrady, militar alemão (m. 1983).
- 1907 — Eileen Bennett Whittingstall, tenista britânica (m. 1979).
- 1911
  - Ginger Rogers, atriz, dançarina e cantora estadunidense (m. 1995).
  - Paulo Gracindo, ator brasileiro (m. 1995).
- 1919 — Choi Kyu-hah, político sul-coreano (m. 2006).
- 1920 — Elizeth Cardoso, cantora e atriz brasileira (m. 1990).
- 1921 — Guy Laroche, estilista francês (m. 1989).
- 1923 — Bola Sete, músico brasileiro (m. 1987).
- 1925
  - Bill Eckersley, futebolista britânico (m. 1982).
  - Cal Tjader, músico estadunidense (m. 1982).
- 1926
  - Alfred Pfaff, futebolista alemão (m. 2008).
  - Irwin Rose, bioquímico estadunidense (m. 2015).
  - Heinz Kwiatkowski, futebolista alemão (m. 2008).
  - Ivan Horvat, futebolista e treinador de futebol croata (m. 2012).
- 1927 — Carmelo Torres Fregoso, toureiro, escritor, jornalista, industrial e produtor de televisão mexicano (m. 2008).
- 1928
  - Nílton Coelho da Costa, futebolista brasileiro (m. 2007).
  - Jim Rathmann, automobilista estadunidense (m. 2011).
- 1931 — Carlos Tasso de Saxe-Coburgo e Bragança, empresário, historiador e escritor brasileiro.
- 1932
  - Dick Thornburgh, político estadunidense (m. 2020).
  - Laerte Morrone, ator brasileiro (m. 2005).
- 1934
  - George Hilton, ator uruguaio (m. 2019).
  - Tomás Eloy Martínez, escritor e jornalista argentino (m. 2010).
- 1936
  - Yasuo Fukuda, político japonês.
  - Leo Sterckx, ciclista belga (m. 2023).
  - Bolinha, apresentador de televisão brasileiro (m. 1998).
- 1937 — Wlamir Marques, jogador de basquete brasileiro (m. 2025).
- 1938 — José Pinto Paiva, enxadrista brasileiro (m. 2024)
- 1939
  - William Bell, cantor e compositor estadunidense.
  - Corin Redgrave, ator britânico (m. 2010).
  - Lido Vieri, ex-futebolista italiano.
- 1940
  - Arthur Moreira Lima, pianista brasileiro (m. 2024).
  - Rosa Branca, jogador de basquete brasileiro (m. 2008).
- 1941
  - Desmond Dekker, cantor e compositor jamaicano (m. 2006).
  - Kálmán Mészöly, futebolista húngaro (m. 2022).
  - Juarez Soares, jornalista e político brasileiro (m. 2019).
- 1942 — Margaret Smith Court, ex-tenista australiana.
- 1943
  - Reinaldo Arenas, poeta cubano (m. 1990).
  - Lim Zoong-sun, ex-futebolista norte-coreano.
- 1944 — Ary Sanches, cantor brasileiro (m. 2023).
- 1946 — Toshio Furukawa, dublador japonês.
- 1947
  - Mayana Zatz, bióloga molecular e geneticista brasileira.
  - Shigeru Kasamatsu, ex-ginasta japonês.
- 1948
  - Rubén Blades, cantor, compositor, ator e guitarrista panamenho.
  - Pinchas Zukerman, maestro e violinista israelense.
  - Manuel Clemente, cardeal português.
  - Lars Lagerbäck, treinador de futebol sueco.
- 1950
  - Bruno Gamberini, bispo brasileiro (m. 2011).
  - Milan Albrecht, ex-futebolista eslovaco.

#### 1951–2000
- 1951 — Dan Bricklin, empresário e cientista da computação estadunidense.
- 1952 — Stewart Copeland, músico estadunidense.
- 1954 — Denise Milan, escultora e artista interdisciplinar brasileira.
- 1956
  - Jerry Doyle, ator estadunidense (m. 2016).
  - Tony Kushner, dramaturgo estadunidense.
  - Lutz Eigendorf, futebolista alemão (m. 1983).
- 1957 — Włodzimierz Smolarek, futebolista e treinador de futebol polonês (m. 2012).
- 1958 — Mike D. Rogers, político estadunidense.
- 1959 — Bob Joles, dublador e músico estadunidense.
- 1960 — Hernâni Carvalho, jornalista e apresentador de televisão português.
- 1961
  - Renê Weber, futebolista e treinador de futebol brasileiro (m. 2020).
  - Ricky, ex-futebolista nigeriano.
- 1962 — Natalya Lisovskaya, ex-atleta russa.
- 1963
  - Phoebe Cates, atriz estadunidense.
  - Fatboy Slim, DJ e produtor musical britânico.
  - Srečko Katanec, ex-futebolista e treinador de futebol esloveno.
  - Mikael Pernfors, ex-tenista sueco.
- 1964
  - Nino Burjanadze, política e jurista georgiana.
  - Miguel Induráin, ex-ciclista espanhol.
  - Melanie Marquez, modelo e atriz filipina.
- 1965 — Milan Ohnisko, poeta tcheco.
- 1966
  - Scott Derrickson, diretor, produtor de cinema e roteirista estadunidense.
  - Hwang Hye-young, ex-jogadora de badminton sul-coreana.
- 1967
  - Will Ferrell, ator, roteirista e produtor de cinema estadunidense.
  - Ibrahim Meer, ex-futebolista emiratense.
  - Eissa Meer, ex-futebolista emiratense.
  - Emerson Ávila, treinador de futebol brasileiro.
- 1968
  - Larry Sanger, desenvolvedor de projetos da Internet estadunidense.
  - Olga de Souza, cantora brasileira.
  - Germán Carty, ex-futebolista peruano.
  - Leo Peelen, ciclista neerlandês (m. 2017).
- 1970
  - Apichatpong Weerasethakul, cineasta, produtor e roteirista tailandês.
  - Dariusz Białkowski, ex-canoísta polonês.
- 1971
  - Óscar Sánchez, futebolista e treinador de futebol boliviano (m. 2007).
  - Vinícius Coimbra, diretor de televisão brasileiro.
  - Corey Feldman, ator estadunidense.
- 1972 — Oleg Ogorodov, ex-tenista uzbeque.
- 1974
  - Chris Pontius, ator e humorista estadunidense.
  - Espido Freire, escritora espanhola.
  - Krisztián Bártfai, ex-canoísta húngaro.
- 1975
  - Ana Paula Arósio, atriz brasileira.
  - Bas Leinders, automobilista belga.
  - Manuel Sanhouse, ex-futebolista venezuelano.
  - Abdul Aziz Al-Marzoug, ex-futebolista saudita.
- 1976
  - Carlos Paredes, ex-futebolista paraguaio.
  - Jimmy London, cantor e ator brasileiro.
  - Michael Petković, ex-futebolista australiano.
  - Peter Van Der Heyden, ex-futebolista belga.
- 1977 — Andriy Dykan, ex-futebolista ucraniano.
- 1979 — Jayma Mays, atriz e cantora estadunidense.
- 1980
  - Jesse Jane, atriz estadunidense de filmes eróticos (m. 2024).
  - Takehiro Kashima, ex-ginasta japonês.
  - Oliver Marach, ex-tenista austríaco.
- 1981
  - Vicente Rodríguez, ex-futebolista espanhol.
  - Diego Barreto, ex-futebolista paraguaio.
- 1982
  - Márcia Jaqueline, bailarina brasileira.
  - André Greipel, ex-ciclista alemão.
  - Michael Umaña, ex-futebolista costarriquenho.
  - Carli Lloyd, ex-futebolista estadunidense.
  - Steven Hooker, atleta australiano.
- 1983
  - Adrian Piţ, ex-futebolista romeno.
  - Eleanor Matsuura, atriz e dubladora nipo-britânica.
  - Katrina Kaif, atriz britânica.
- 1984
  - Ricardo Conceição, ex-futebolista brasileiro.
  - Franco Cángele, ex-futebolista argentino.
  - Thiago Carpini, ex-futebolista e treinador de futebol brasileiro.
- 1985
  - Johnny McKinstry, treinador de futebol britânico.
  - Rosa Salazar, atriz estadunidense.
  - Dejan Jaković, futebolista canadense.
- 1986
  - Laura Carmichael, atriz britânica.
  - Thomas Howes, ator e músico britânico.
- 1987
  - AnnaLynne McCord, atriz estadunidense.
  - Mousa Dembélé, ex-futebolista belga.
- 1988
  - Sergio Busquets, futebolista espanhol.
  - Bruno Ecuele Manga, futebolista gabonês.
  - Taynah Espinoza, jornalista brasileira.
  - Yasmani Acosta, lutador cubano.
- 1989
  - Gareth Bale, ex-futebolista britânico.
  - Vladimir, futebolista brasileiro.
  - Azubuike Egwuekwe, futebolista nigeriano.
- 1990
  - James Maslow, ator e cantor estadunidense.
  - Johann Zarco, motociclista francês.
- 1991
  - Alexandra Shipp, atriz estadunidense.
  - Louis Smolka, lutador estadunidense de artes marciais mistas.
- 1992
  - Hattan Bahebri, futebolista saudita.
  - Erin Doherty, atriz britânica.
  - Luca Chirico, ciclista italiano.
- 1993 — Ashton Götz, futebolista alemão.
- 1994
  - Michael Hixon, atleta de saltos ornamentais estadunidense.
  - Shericka Jackson, velocista jamaicana.
- 1995
  - Kortney Hause, futebolista e rapper britânico.
  - CKay, cantor, compositor e produtor musical nigeriano.
- 1997 — Maique Nascimento, jogador de vôlei brasileiro.
- 1998 — Carlo Paalam, boxeador filipino.
- 2000 — Jonathan Morgan Heit, ator estadunidense.

## Mortes

### Anteriores ao século XIX
- 0866 — Ermengarda do Chiem, abadessa franca (n. ?).
- 1216 — Papa Inocêncio III (n. 1160).
- 1324 — Go-Uda, imperador do Japão (n. 1267).
- 1342 — Carlos I da Hungria (n. 1288).
- 1509 — João da Nova, explorador português (n. 1460).
- 1546 — Anne Askew, escritora e poetisa inglesa (n. 1520).
- 1557 — Ana de Cleves, rainha consorte da Inglaterra (n. 1515).
- 1576 — Isabel de Médici, nobre italiana (n. 1542).
- 1590 — Bartolomeu dos Mártires, beato católico português (n. 1514).
- 1633 — João Casimiro, Duque de Saxe-Coburgo (n. 1564).
- 1664 — Andreas Gryphius, poeta e dramaturgo alemão (n. 1616).
- 1729 — Johann David Heinichen, compositor e teórico alemão (n. 1683).
- 1731 — Pedro António de Menezes Noronha de Albuquerque, administrador colonial português (n. 1661).
- 1722 — Maria Ângela Catarina d'Este, princesa de Carignano (n. 1656).
- 1747 — Giuseppe Crespi, pintor italiano (n. 1665).
- 1770 — Francis Cotes, pintor e acadêmico britânico (n. 1726).
- 1782 — Luísa Ulrica da Prússia, rainha consorte da Suécia (n. 1720).

### Século XIX
- 1831 — Alexandre-Louis Andrault de Langeron, coronel francês (n. 1763).
- 1868 — Dmitry Pisarev, escritor e crítico social russo (n. 1840).
- 1884 — Pedro Luís Pereira de Sousa, poeta e político brasileiro (n. 1839).
- 1896 — Edmond de Goncourt, escritor francês (n. 1822).

### Século XX
- 1915 — Ellen G. White, teóloga e escritora americana (n. 1827).
- 1916 — Ilya Ilyich Mechnikov, microbiologista e anatomista russo (n. 1845).
- 1938 — Jack Dunn, patinador artístico britânico (n. 1917).
- 1949 — Viacheslav Ivanov, poeta e dramaturgo russo (n. 1866).
- 1953 — Hilaire Belloc, escritor e historiador franco-britânico (n. 1870).
- 1960 — Albert Kesselring, marechal-de-campo alemão (n. 1881).
- 1974 — Vianinha, dramaturgo, ator e diretor brasileiro (n. 1936).
- 1976 — Nikolai Muskhelishvili, matemático russo (n. 1891).
- 1980 — Michel Thomé, político brasileiro (n. 1923).
- 1982 — Charles Robert Swart, advogado e político sul-africano (n. 1894).
- 1985 — Heinrich Böll, escritor alemão (n. 1917).
- 1989 — Herbert von Karajan, regente austríaco (n. 1908).
- 1990 — Miguel Muñoz, futebolista e treinador espanhol (n. 1922).
- 1991 — Robert Motherwell, pintor e acadêmico americano (n. 1915).
- 1992 — Buck Buchanan, jogador e treinador de futebol americano (n. 1940).
- 1994 — Julian Schwinger, físico e acadêmico americano (n. 1918).
- 1995
  - May Sarton, dramaturga e romancista americana (n. 1912).
  - Stephen Spender, escritor e poeta britânico (n. 1909).
- 1998 — John Henrik Clarke, historiador e estudioso americano (n. 1915).
- 1999 — John F. Kennedy, Jr., advogado e editor norte-americano (n. 1960).
- 2000 — Barbosa Lima Sobrinho, jornalista, historiador e político brasileiro (n. 1897).

### Século XXI
- 2001
  - Morris, cartunista belga (n. 1923).
  - Terry Gordy, wrestler norte-americano (n. 1961).
  - Emil Pinheiro, dirigente esportivo brasileiro (n. 1923).
- 2002 — John Cocke, cientista da computação e engenheiro estadunidense (n. 1925).
- 2003 — Celia Cruz, cantora e atriz cubano-americana (n. 1925).
- 2004
  - George Busbee, advogado e político estadunidense (n. 1927).
  - Charles Sweeney, general e aviador estadunidense (n. 1919).
- 2005 — Camillo Felgen, cantor, compositor e apresentador de rádio luxemburguês (n. 1920).
- 2009 — Paulo Lopes de Faria, bispo católico brasileiro (n. 1931).
- 2010 — Gibe, ator e humorista brasileiro (n. 1935).
- 2012
  - William Asher, diretor, produtor e roteirista estadunidense (n. 1921).
  - Stephen Covey, empresário e escritor estadunidense (n. 1932).
  - Gilbert Esau, empresário e político estadunidense (n. 1919).
  - Ed Lincoln, baixista, pianista e compositor brasileiro (n. 1932).
- 2013 — Alex Colville, pintor e acadêmico canadense (n. 1920).
- 2014
  - Karl Albrecht, empresário alemão (n. 1920).
  - Johnny Winter, cantor, compositor, guitarrista e produtor norte-americano (n. 1944).
  - Heinz Zemanek, cientista da computação e acadêmico austríaco (n. 1920).
  - Armando Marques, árbitro de futebol brasileiro (n. 1930).
- 2015
  - Alcides Ghiggia, futebolista e treinador uruguaio (n. 1926).
  - Jack Goody, antropólogo, escritor e acadêmico britânico (n. 1919).
  - Ernesto Frederico Scheffel, pintor brasileiro (n. 1927).
- 2017 — George A. Romero, cineasta norte-americano (n. 1940).
- 2019 — John Paul Stevens, advogado e jurista estadunidense (n. 1920).
- 2020 — Del Rangel, diretor e produtor brasileiro (n. 1955).
- 2021 — Biz Markie, rapper americano (n. 1964).
- 2023 — Jane Birkin, atriz e cantora inglesa (n. 1946).
- 2025 — Connie Francis, cantora e atriz estadunidense (n. 1937).

## Feriados e eventos cíclicos
- A Igreja Católica celebra Nossa Senhora do Carmo (ou Nossa Senhora do Monte Carmelo)

### Brasil
- Dia do Comerciante
- Dia da Terceira Constituição do Brasil (1934)
- Aniversário da cidade de Imperatriz, Maranhão.
- Aniversário das cidades de Mariana e Arcos, Minas Gerais.
- Aniversário da cidade de São Pedro do Iguaçu, Paraná.
- Aniversário das cidades de Caiçara do Norte e São Miguel do Gostoso, Rio Grande do Norte.
- Aniversário da cidade de Jaboticabal, São Paulo.
- Feriado municipal em Betim, Carmo do Rio Claro, Parintins, Recife e dezenas de outros municípios - Dia de Nossa Senhora do Carmo. A relação de cidades que comemora-se o dia da padroeira Nossa Senhora do Carmo é longa e atinge dezenas de cidades.

### Cristianismo
- Eustácio de Antioquia
- Guadalupe Ortiz de Landázuri
- Júlia de Cartago
- Nossa Senhora do Carmo

## Outros calendários
- No calendário romano era o 17.º dia (XVII) antes das calendas de agosto.
- No calendário litúrgico tem a letra dominical A para o dia da semana.
- No calendário gregoriano a epacta do dia é xi.